# Ghent Bio-Energy Valley
Ghent Bio-Energy Valley is een publiek privaat samenwerkingsverband tussen een aantal publieke organisaties en bedrijven die actief zijn binnen het veld van biogebaseerde producten en bio-energie.

## Geschiedenis
Het initiatief ging van start in 2005 onder impuls van Prof. Wim Soetaert en heeft als doel de ontwikkeling van biogebaseerde producten en bio-energie in Vlaanderen te bevorderen. Ghent Bio-Energy Valley wenst een duurzame biogebaseerde economie uit te bouwen in de Gentse regio.
Binnen Ghent Bio-Energy Valley werd ondertussen een van de grootste 'bioraffinaderijen' van Europa uitgebouwd aan het Rodenhuizedok in de haven van Gent. Verder organiseert Ghent Bio-Energy Valley informatiecampagnes rond biogebaseerde producten en biobrandstoffen, teneinde de publieke aanvaarding hiervan te verbeteren.
Na de opstart van de biobrandstofproductie werd het werkterrein van Ghent Bio-Energy Valley al snel uitgebreid naar alle domeinen van de biogebaseerde economie. 
In 2013 weerspiegelde een eerste naamsverandering naar Ghent Bio-Economy Valley deze verbreding van het werkterrein.
In 2016 werd Ghent Bio-Economy Valley omgevormd naar Flanders Biobased Valley.

## Bio Base Europe Pilot Plant
In 2008 werd de Bio Base Europe Pilot Plant opgestart, een proefinstallatie voor de opschaling van biogebaseerde producten en processen.